# Fédération des établissements d'enseignement supérieur d'intérêt collectif
La Fédération des établissements d’enseignement supérieur d’intérêt collectif (FESIC), est une association loi de 1901 de l'enseignement supérieur privé français.
Au 1er janvier 2024, elle réunit 30 établissements associatifs et plus de 80 000 étudiants et apprentis, sur des campus situés en France et à l'étranger. Ces établissements sont issus, pour la plupart, de l'enseignement catholique. La FESIC a fêté ses cinquante ans le 4 décembre 2019 au Collège des Bernardins (Paris). Fédération professionnelle, elle revendique la défense du modèle associatif et non-lucratif dans l'enseignement supérieur français.    

## Historique
La Fédération des écoles supérieures d'ingénieurs et de cadres (FESIC) est créée en 1969 par un groupe de directeurs de grandes écoles catholiques d’ingénieurs et de management mené par Norbert Ségard, physicien et homme politique français, qui fut ministre sous la présidence de Valéry Giscard d'Estaing. C'est le plus ancien réseau d'écoles de l'enseignement supérieur privé associatif français.  
Les écoles fondatrices sont HEI, ISAB (devenu UniLaSalle), Icam, ESSEC, ESSCA, l'EI Purpan, ICPI (devenu CPE), EDHEC, ESTIT (intégrée à HEI), ECAM , ISEP, ISEN, ESEO, ISA, ISARA et IEFSI (intégré par la suite à l'EDHEC).
Rebaptisée en 2015, Fédération des établissements d’enseignement supérieur privé d’intérêt collectif, la FESIC est composée d’établissements à but non lucratif et de tradition humaniste et chrétienne. 
Les dernières adhésions en date à la FESIC sont celles de l'ISTOM a Angers en Juillet 2022, de l'ESJ Lille en juillet 2021 puis de l'IFM et de l'ISTC en décembre 2021, et enfin de l'Esta Belfort en juillet 2020 , après celle de Kedge Business School en décembre 2017,.  
En 2024, la fédération compte ainsi 30 grandes écoles (voir liste ci-dessous) dont 18 écoles d'ingénieurs, 7 écoles de management et 4 écoles d'art et de sciences humaines. Ces établissements sont issus, pour la plupart, de l'enseignement catholique. 
L'UDESCA, Union des établissements d'enseignement supérieur catholiques, qui fédère les cinq instituts catholiques français, est par ailleurs membre de l’Assemblée générale de la FESIC.

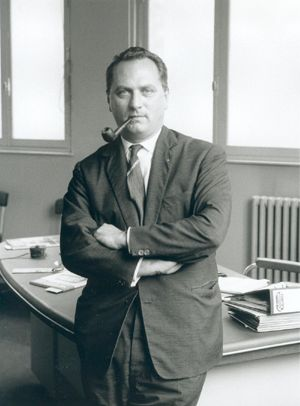
Norbert Ségard, fondateur de la FESIC.

## Des établissements à but non lucratif en contrat avec l’État
En 2002, la participation aux missions de service public des établissements privés non lucratifs est reconnue par l’État au travers d'un protocole d'accord entre la FESIC et le ministre de l’Éducation nationale de l'époque, Jack Lang. 
En juillet 2013, la loi Fioraso crée, à l'initiative de la FESIC, la qualification d'établissements d’enseignement supérieur privés d’intérêt général (EESPIG), renforçant la reconnaissance par l’État du secteur non-lucratif (tiers-secteur). La qualification d’EESPIG est accordée, dans le cadre d'un contrat pluriannuel, par le ministère de l’Enseignement Supérieur et de la Recherche, après avis du comité consultatif de l’enseignement supérieur privé (art. L 732-1 du code de l’éducation, décret no 2014-635 du 18 juin 2014) .
Au 1er janvier 2024, 64 établissements ont reçu cette qualification officielle, dont 27 sont  membres de la FESIC.
Les écoles d'ingénieurs de la FESIC recrutent via Parcoursup. 

## Établissements membres
Au 1er janvier 2024, la FESIC regroupe 30 établissements. Parmi lesquels:

### Écoles de management
- EDHEC Lille, Nice, Paris, Londres, Singapour
- ESSCA Angers, Paris, Aix-en-Provence, Bordeaux, Lyon, Budapest, Shanghai
- ESSEC Paris, Rabat, Singapour
- IÉSEG Lille, Paris
- ISIT Paris
- KEDGE Business School, Paris, Bordeaux, Marseille, Toulon, Shanghai, Suzhou, Dakar
- ESTA Belfort

### Écoles d'ingénieurs
- CPE Lyon
- ECAM Lyon
- ECAM Rennes - Louis de Broglie
- ECAM Strasbourg-Europe
- ECAM-EPMI Cergy
- ESA Angers
- ESAIP Angers, Aix-en-Provence
- ESB, Nantes
- ESCOM Chimie Compiègne
- ESEO Angers, Paris, Dijon, Shanghai
- HEI Lille
- ICAM Lille, Nantes, Toulouse, Paris-Sénart, Bretagne, Vendée, Chennai, Pointe-Noire, Douala
- ISA Lille
- ISARA Lyon
- ISEN Lille
- ISEN Méditerranée (Toulon, Nîmes, Aix, Marseille, Fès)
- ISEN Ouest (Brest, Nantes, Rennes, Caen)
- ISEP Paris
- ISTOM - École supérieure d'agro-développement international
- PURPAN Toulouse
- UniLaSalle Beauvais, Rouen, Rennes

### École d'art et de sciences humaines
- École de psychologues praticiens Lyon, Paris
- ESJ Lille
- Institut Français de la Mode (IFM) Paris
- ISTC Lille
- Rubika, Valenciennes